# Anoka (Nebraska)
Anoka es una villa ubicada en el condado de Boyd en el estado estadounidense de Nebraska. En el Censo de 2010 tenía una población de 6 habitantes y una densidad poblacional de 4,14 personas por km².

## Geografía
Anoka se encuentra ubicada en las coordenadas 42°56′46″N 98°49′43″O / 42.94611, -98.82861. Según la Oficina del Censo de los Estados Unidos, Anoka tiene una superficie total de 1.45 km², de la cual 1.45 km² corresponden a tierra firme y (0%) 0 km² es agua.

## Demografía
Según el censo de 2010, había 6 personas residiendo en Anoka. La densidad de población era de 4,14 hab./km². De los 6 habitantes, Anoka estaba compuesto por el 100% blancos, el 0% eran afroamericanos, el 0% eran amerindios, el 0% eran asiáticos, el 0% eran isleños del Pacífico, el 0% eran de otras razas y el 0% pertenecían a dos o más razas. Del total de la población el 0% eran hispanos o latinos de cualquier raza.